# Henryk Glicenstein
Henryk Glicenstein (ur. 24 maja 1870 w Turku, zm. 30 grudnia 1942 w Nowym Jorku) – polski i amerykański rzeźbiarz, malarz i grafik żydowskiego pochodzenia.

## Życiorys
Henryk (Henoch, Enoch, Enrico) Glicenstein był synem nauczyciela w szkole żydowskiej zajmuącego się również kamieniarstwem nagrobkowym. Od 1887 mieszkał w Łodzi, uczestnicząc w życiu tamtejszej bohemy artystycznej ora pobierając nauki u rzeźbiarza, Ludomira Wąsowskiego. Studiował w latach 1889–1895 w Akademii w Monachium. Następnie (w latach 1889–1910) przebywał w Rzymie, stając się szybko sławnym rzeźbiarzem, realizującym liczne zamówienia i zdobywającym prestiżowe nagrody.
W 1910 roku przyjechał do Warszawy, aby objąć opuszczone przez Xawerego Dunikowskiego stanowisko kierownika katedry rzeźby w Szkole Sztuk Pięknych. Jego działalność pedagogiczna trwała jednak krótko. Kilka lat przed wybuchem I wojny światowej mieszkał w Berlinie, a w okresie wojny przebywał w Warszawie. W 1918 roku wyjechał do Rzymu i przyjął obywatelstwo włoskie. Od roku 1928 zamieszkał na stałe w Nowym Jorku.
W dwudziestoleciu międzywojennym cieszył się międzynarodową renomą, nazywano go niekiedy najwybitniejszym współczesnym rzeźbiarzem żydowskim. Brał udział w licznych wystawach w Berlinie, Monachium, Rzymie i Paryżu, gdzie zdobył medal srebrny na Wystawie Powszechnej w 1900 roku. W latach 1907–1926 pięciokrotnie eksponował swe prace na Biennale w Wenecji. Większość dzieł Glicensteina przechowywanych jest obecnie w muzeum jego imienia w Safed w Izraelu.
Uchwałą Rady Miejskiej Turku nr XXX/323/01 z dnia 26 czerwca 2001 został honorowym obywatelem Turku.
Jego szwagrami byli Samuel, Leon oraz Henryk Hirszenbergowie